# Эггенкамп, Герритьян
Герритьян Эггенкамп (нидерл. Gerritjan Eggenkamp; 14 ноября 1975 года — Лейден) — голландский спортсмен, гребец. Серебряный призёр Летних Олимпийских игр 2004 года. Является кооптированным член совета международной федерации гребного спорта.

## Биография
Герритьян Эггенкамп родился 14 ноября 1975 года в нидерландском городе Лейден, Южная Голландия. Тренировался на базе клуба «Proteus Eretes», Делфт. Профессиональную карьеру гребца начал с 1990 года. Обучался в Делфтском университете (степень магистра прикладных компьютерных наук) и Оксфордском университете (магистра в области управления исследованиями). В 2009 году был назначен членом совета и исполнительного комитета Альянса олимпийского факела 2028 (нидерл. de Alliantie Olympisch Vuur 2028). В задачи этого альянса входила популяризация олимпийских игр в Нидерландах, а также подготовка страны к приёму Летних олимпийских игр 2028 года. В дальнейшем страна отказалась от этой идеи. До 2012 года на протяжении восьми лет работал в компании «McKinsey & Company», где отвечал за стратегические и корпоративные финансовые проекты. В 2012 году перешел работать в инвестиционную компанию «Avedon Capital Partners».
Первым в его карьере гребца соревнованием на международной арене стал — чемпионат мира по академической гребле среди юниоров 1993 года, что проходил в Норвегии на озере — Орунген. Во время финального заплыва группы FB его команда финишировала третьей с результатом 06:14.480 и выбыла из дальнейшей борьбы на медали.
Единственная олимпийская медаль в активе Менча была добыта на Летних Олимпийских играх 2004 года в Афинах. В составе восьмёрки с рулевым его команда пришла второй в финальном заплыве. С результатом 5:43.75 они выиграли серебряный комплект наград, уступив первенство соперникам из США (5:42.48 — 1е место).